# 舒同
舒 同（じょ どう、1905年11月25日 - 1998年5月27日）は、中華人民共和国の政治家・書家。もとの名は文藻。字は宜禄。

## 略歴

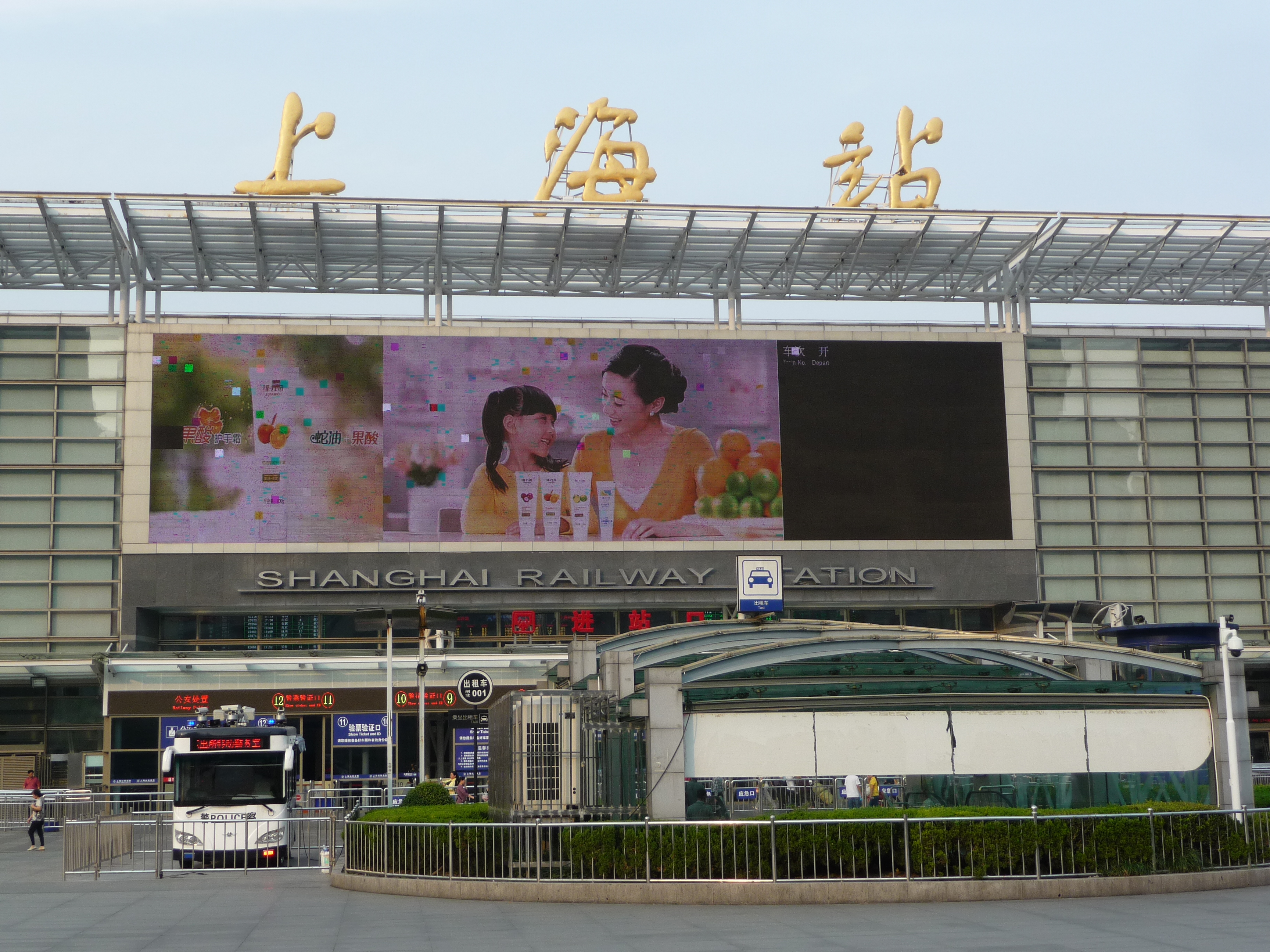
「上海駅」に舒同が書いた作品がある。

### 出生から青年期
1905年、江西省撫州府東郷県で生まれる。五歳の時から顔真卿・柳公権の拓本の臨模を始める。幼少期は家が貧しかったために、竹の皮を筆、染物屋廃水を墨、芭蕉の葉を紙の代わりとして習字をした。私塾にて7年学んだ後の1921年に江西省立第三師範に入学。在学の時、彼は学友組織「マルクス主義研究会」に参加した。
1926年に中国共産党に加入する。中共東郷県支部書記、党委書記、国民党東郷県党部書記を歴任した。
1930年9月、中国工農紅軍に入隊。紅四方面軍政治部秘書、紅十一師秘書長、中共贛東特委秘書長、紅四軍政治部宣伝部長、紅十二師政治部主任、紅一軍団政治部宣伝部長、紅十師政治部主任を歴任した。

### 日中戦争と国共合作、国共内戦
長征のとき、紅二師政治部宣伝科長、政治部主任に就任。
中日戦争のとき、八路軍総部秘書長、晋察冀軍区政治部主任、中央軍委総政治部秘書長兼宣伝部長を歴任した。
1944年、中共山東分局委員兼秘書長、分局学習委員会主任に就任。
国共内戦のとき、新四軍曁山東軍区政治部主任、華東軍区曁第三野戦軍政治部主任、中共中央華東局常委兼社会部部長、国軍工作部部長を歴任した。

### 中華人民共和国建国後
1949年の中華人民共和国建国後、中国共産党中央華東局常務委員兼宣伝部長、華東軍政委員会委員、華東文教委員会主任、華東人民革命大学学長、中共華東局党校学長等を歴任した。
1954年8月から1960年10月めで、中共山東省委第一書記兼済南軍区第一政委、党委第一書記を務めた。1956年9月には中共第八回中央委員に当選した。
三年自然災害の時、舒同は党の過渡期の総路線、大躍進と人民公社が山東省で実施されると深刻な水増し報告と誇張された報告によって、100万人が餓死する惨事をもたらした。1961年12月から1962年まで12月、中共章丘県委第一書記を務めたが山東省で大躍進の失敗の責任を取り解任され、1963年3月、中共陝西省委書記処書記に転じた。1966年、毛沢東が文化大革命を発動し、舒同は四人組の政治迫害を受け、長期間監禁された。1978年8月、中国人民解放軍軍事科学院副院長兼軍委軍戦史編輯室主任に就任。1979年7月、第五回全国政協常委に当選。1982年9月、中共十二大の期間、中共中央顧問委員会委員に当選。後、中共十三大、十四大、十五大特邀の代表に就任。
1998年5月27日、舒同は病気で北京で死去している、享年93歳。

## 家族
- 妻：王雲飛
- 子：舒関関、舒安

## 受賞
1988年、一級紅星功勛栄誉章